# Klaus Scheurell
Klaus Scheurell (* 22. August 1941 in Wusterhausen/Dosse; † 12. August 2016) war ein deutscher Fußballschiedsrichter.

## Sportliche Laufbahn
Klaus Scheurell, Schwiegersohn des ehemaligen FIFA-Referees Fritz Köpcke, war zwischen 1971 und 1991 Schiedsrichter der DDR-Oberliga. In seiner Karriere leitete er 223 Oberligaspiele. Das DDR-Pokalendspiel 1977 Dynamo Dresden gegen 1. FC Lokomotive Leipzig (3:2) stand unter seiner Leitung, ebenso 1991 das letzte Pokalendspiel in der DDR zwischen dem FC Hansa Rostock und Stahl Eisenhüttenstadt, welches Rostock 1:0 für sich entschied.
Als FIFA-Schiedsrichter zwischen 1975 und Ende 1990 kam er bei 14 A-Länderspielen und 16 Europacup-Spielen zum Einsatz, zudem als Spielleiter während des olympischen Fußballturniers 1980 in Moskau bei zwei Begegnungen (Vorrunde, Gruppe B: Kuwait – Nigeria 3:1, Viertelfinale: Jugoslawien – Algerien 3:0) sowie als Schiedsrichterassistent. An interessanten Spielen ist der Schiedsrichtereinsatz im gleichen Jahr beim EM-Qualifikationsspiel zwischen England und der Republik Irland im Londoner Wembley-Stadion (2:0) erwähnenswert.

## Berufliche Laufbahn
Der gelernte Brauer und Mälzer studierte an der Ost-Berliner Humboldt-Universität Gärungstechnologie. Seine Promotion erfolgte 1978 zum Doktor der Ingenieurswissenschaften.

## Trivia
1990 leitete er in Potsdam das einzige Länderspiel der DDR-Frauenfußballnationalelf gegen die damalige Tschechoslowakei.

## Auszeichnungen
- Ehrennadel des DTSB in Gold: 1980[2]